# Trichydra pudica
Trichydra pudica is een hydroïdpoliep uit de familie Trichydridae. De poliep komt uit het geslacht Trichydra. Trichydra pudica werd in 1858 voor het eerst wetenschappelijk beschreven door Wright. 